# 1. Spielklasse 1940
Die Spielzeit 1940 war die 9. reguläre Spielzeit der 1. Spielklasse im Schweizer Feldhandball.

## Modus
Einfache Runde der Regionalmeister.

## Finalrunde

### Rangliste
| Pl.                           |  | Verein                       | Sp. | S | U | N | Tore    | Diff. | Punkte |
| ----------------------------- |  | ---------------------------- | --- | - | - | - | ------- | ----- | ------ |
| 1.                            |  | Grasshopper Club Zürich (M)  | 2   | 2 | 0 | 0 | 010:50  | +5    | 04:00  |
| 2.                            |  | Abstinenten-Turnverein Basel | 2   | 1 | 0 | 1 | 010:110 | −1    | 02:20  |
| 3.                            |  | GG Bern                      | 2   | 0 | 0 | 2 | 08:120  | −4    | 00:40  |
| Quelle: , Stand: 17. Mai 2017 |  |                              |     |   |   |   |         |       |        |

| Zur Finalrundeende 1940: |                   |
|                          |                   |
|                          | Schweizer Meister |
|                          |                   |
| Zum Saisonende 1938:     |                   |
| (M)                      | Schweizer Meister |

### Spiele
|  | Grasshopper Club Zürich | 4 : 3 | GG Bern |  |
|  |                         |       |         |  |
|  | [ 1 ]                   |       |         |  |

|  | Abstinenten-Turnverein Basel | 8 : 5 | GG Bern |  |
|  |                              |       |         |  |
|  | [ 1 ]                        |       |         |  |

| Sonntag, 1. Dezember 1940 | Grasshopper Club Zürich | 6 : 2 | Abstinenten-Turnverein Basel | Stadion Förrlibuck, Zürich |
| Sonntag, 1. Dezember 1940 | (3 : 1)                 |       |                              | Stadion Förrlibuck, Zürich |
| Sonntag, 1. Dezember 1940 | [ 1 ]                   |       |                              | Stadion Förrlibuck, Zürich |

### 4. Schweizermeistertitel für den Grasshopper Club Zürich
| Schweizer Meister | Von links nach rechts, stehend: Leuthenegger, Burkhard Gantenbein, Karl Schmid , Bruno Knaller, Eduard Schmid, Erland Herkenrath, Erich Schmitt, Emil Schlaginhaufen Von links nach rechts, kniend: Kurt Naef, Hans Kaiser, Mundi Güdel |